# Guennadi Yanáyev
Gennadi Ivánovich Yanáyev (en ruso: Генна́дий Ива́нович Яна́ев) (Perevoz, Unión Soviética, 26 de agosto de 1937 - Moscú, Rusia, 24 de septiembre de 2010) fue un político soviético, el primer y único vicepresidente de la URSS durante el mandato de Mijaíl Gorbachov y presidente de facto entre el 19 y el 21 de agosto de 1991, tras el intento de golpe de Estado contra Gorbachov, llevado a cabo por el Comité Estatal para el Estado de Emergencia, dirigido por Yanáyev.

## Biografía

### Primeros años
Yanáyev nació el 26 de agosto de 1937 en la ciudad de Perevoz, localizada en el óblast de Gorki. En 1959 se graduó del Instituto Agrícola de Gorki con un título en ingeniería mecánica agrícola. Después de graduarse fue enviado al Krai de Altái, aunque pronto regresó a su ciudad natal. Trabajó como jefe de una unidad agrícola mecanizada y luego como ingeniero jefe.

### Carrera política
En 1962 ingresó al Partido Comunista de la Unión Soviética (PCUS), y un año después fue designado como segundo secretario, y desde 1966 a 1968 como primer secretario del Komsomol en Gorki, y luego designado presidente del Comité Antifascista de la Juventud Soviética, cargo que ocupó durante 12 años, hasta 1980. Entre ese año y 1986 fue presidente de la Unión de Sociedades Soviéticas para la Amistad y las Relaciones Culturales con el Extranjero. También se convirtió en Secretario de Asuntos Internacionales del Consejo Central de Sindicatos de Toda la Unión en 1986 y fue elegido vicepresidente de dicho organismo en 1989. Como dirigente de los sindicatos soviéticos, no pudo sofocar el creciente descontento laboral en el país, pero su cargo le otorgó un asiento en el Politburó durante el 28.º Congreso del PCUS (celebrado en 1990), junto con su elección como Secretario del Comité Central. También se desempeñó como diputado del Sóviet Supremo de la RSFS de Rusia entre 1971 y 1980, y como Diputado del Pueblo de la URSS entre 1989 y 1990. 
En diciembre de 1990 fue nombrado Vicepresidente de la Unión Soviética, cargo instaurado mediante las reformas políticas que estaba llevando a cabo el Secretario General Mijaíl Gorbachov, si bien originalmente tenía de primera opción para el cargo al georgiano Eduard Shevardnadze y como segunda al kazajo Nursultán Nazarbáyev, aunque ambos rechazaron la oferta. En un principio, Yanáyev fue rechazado para el cargo por el Sóviet Supremo, pero fue finalmente aprobado para el cargo en una segunda votación extraordinaria debido a la insistencia de Gorbachov. Tras la votación, a Yanáyev se le atribuyó la frase "Soy un comunista convencido hasta lo más profundo de mi alma". A principios de enero de 1991, Yanáyev encabezó un comité que trabajaba en la formación de un nuevo gabinete. Desde marzo de 1991, fue también miembro del Consejo de Seguridad de la Unión Soviética.

### Golpe de Agosto
El 18 de agosto de 1991, junto con el jefe de seguridad de la KGB, Vladímir Kriuchkov, Yanáyev ejecutó un intento de golpe de Estado secuestrando al presidente Gorbachov y arrestándolo mientras se encontraba de vacaciones en Crimea, ya que quería evitar que se llevara a cabo la propuesta de Gorbachov de crear un Nuevo Tratado de la Unión, pues temía que perdiera el cargo de vicepresidente y que la propuesta conduciría a la desintegración de la URSS. Yanáyev anunció la instauración de un estado de emergencia y la creación de un órgano llamado Comité Estatal para el Estado de Emergencia (GKChP) presidido por él mismo y por el primer ministro Valentín Pávlov, así como el ministro de Asuntos Internos Borís Pugo, y el de Defensa, el Mariscal Dmitri Yázov. 
Cuando se le preguntó sobre Gorbachov, Yanáyev respondió: "Permítanme decir que Mijaíl Gorbachov ahora está de vacaciones. Está recibiendo tratamiento en nuestro país. Está muy cansado después de tantos años y necesitará algo de tiempo para mejorar". En la conferencia de prensa, a Yanáyev le temblaban pronunciadamente las manos debido al nerviosismo, lo que llevó a muchos periodistas a creer que estaba en estado de ebriedad, preguntando por ello en lugar de por la supuesta mala salud de Gorbachov. Esta intentona se desmoronaría tres días después, siendo frustrada gracias a la presión ejercida por la corriente política que encabezaba Borís Yeltsin.
El 21 de agosto, el Presídium del Sóviet Supremo, encabezado por los presidentes de ambas cámaras, adoptó una resolución en la que declaraba ilegal la destitución de Gorbachov, así como la sucesión de Yanáyev, pues según la Constitución soviética el vicepresidente no tenía inmunidad, ordenándole que cancelara todos los decretos y órdenes emitidos por el GKChP, por lo que ese mismo día Yanáyev firmó un decreto donde se declaraban todas sus acciones nulas, y además fue obligado a renunciar a sus poderes presidenciales. Junto al resto de los golpistas, como Pávlov y Pugo, fueron destituidos de sus cargos. Fue arrestado el 22 de agosto mientras estaba en su oficina, por órdenes de la Fiscalía General de la URSS, trasladado a Kashin y posteriormente al centro de detención "Matrosskaya Tishina", aunque continuó en el cargo de Vicepresidente de la Unión Soviética hasta el 4 de septiembre, cuando fue destituido por el Congreso de Diputados del Pueblo, en virtud de los artículos 64 y 175 del Código Penal, a pesar de que la Constitución carecía de normas para la destitución del vicepresidente al ser éste un cargo de reciente creación.
Unos días después, durante una entrevista con el presidente francés François Mitterrand, Yanáyev declaró: "Las reformas continuarán y respetaremos la democracia y la glásnost. Queremos edificar una economía privada y proseguir la política de derechos civiles y libertades. En el terreno de la política internacional, respetaremos todos nuestros acuerdos y compromisos".

### Después del golpe y la disolución de la URSS
Tras la disolución de la URSS, siguió encarcelado por su activa participación en el Golpe de Agosto, aunque fue finalmente indultado y liberado el 26 de enero de 1993, junto a los demás miembros del Comité Estatal de Emergencia, y en febrero de 1994 la Duma Estatal le otorgó una amnistía. Posteriormente se convirtió en el jefe del Departamento de Historia y Relaciones Internacionales de la Academia Internacional de Turismo de la Federación Rusa. 

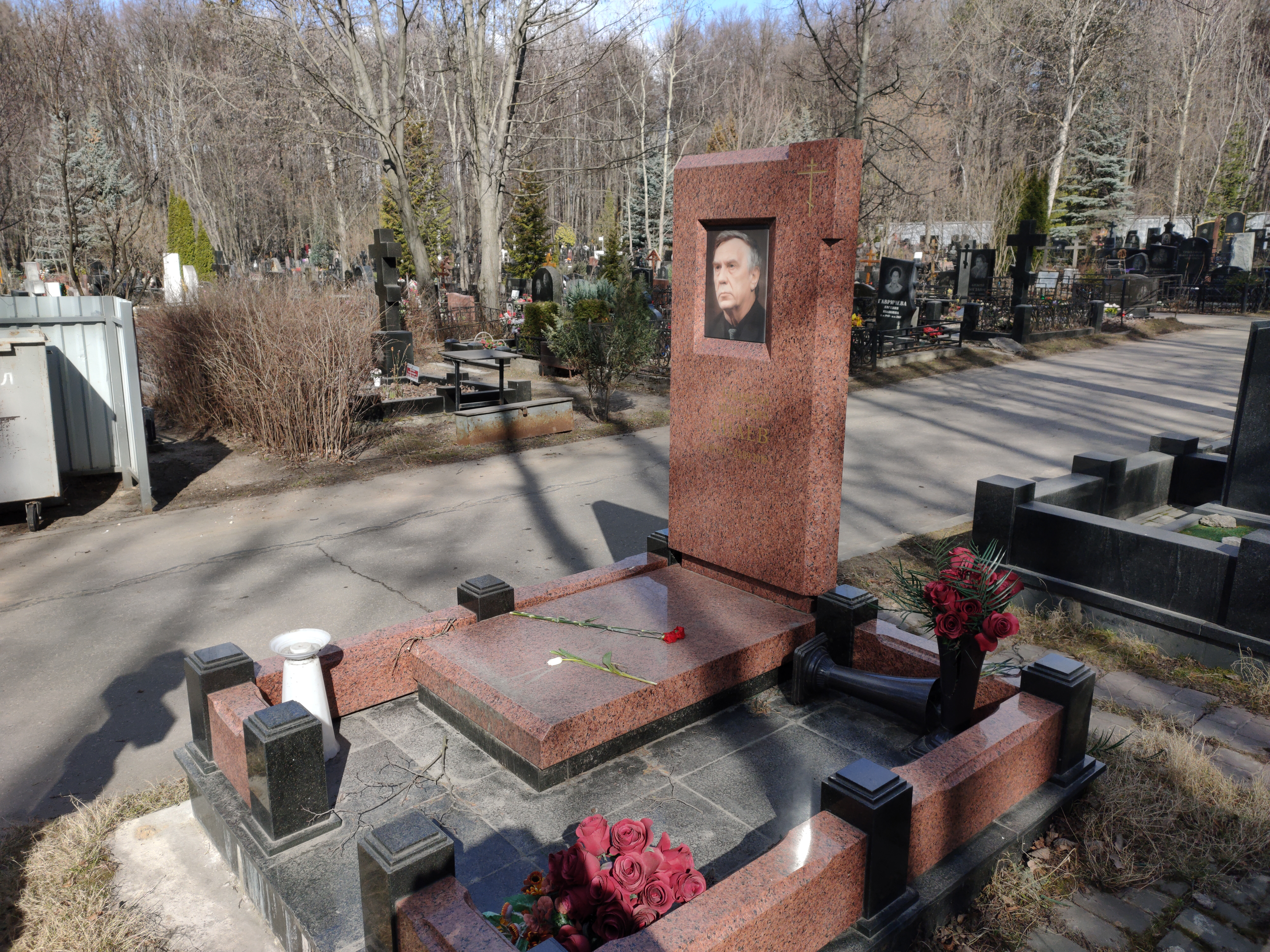
Lápida de Guennadi Yanáyev fotografiada en 2020 en el Cementerio Troyekúrovskoye de Moscú.

En la noche del 20 de septiembre de 2010, Yanáyev se sintió mal, padecía una enfermedad pulmonar y fue hospitalizado en estado grave en el Hospital Clínico Central de Moscú. Los médicos le diagnosticaron cáncer de pulmón y evaluaron el estado del paciente, que padecía desde años atrás. Los especialistas decidieron realizar un curso de quimioterapia para tratarlo, sin embargo, los médicos reconocieron que la enfermedad se encontraba en un estado muy crítico y no garantizaban un resultado exitoso del tratamiento. Los médicos no pudieron salvarle la vida, y falleció el 24 de septiembre de 2010 a los 74 años, en un hospital de Moscú. El 27 de septiembre, Yanáyev fue enterrado en el cementerio de Troekurovski. El Comité Central del Partido Comunista de la Federación Rusa (PCFR) expresó sus condolencias a la familia de Yanáyev. Guennadi Ziugánov, líder del Partido, dijo de él: "Yanáyev vivió una vida interesante, complicada y digna".  El PCFR lo elogió oficialmente como "un especialista altamente profesional [...] un camarada querido y digno de confianza". En otra declaración hecha por el PCFR, esta vez en su sitio web oficial, afirmó: "Si hubieran actuado con mucha más decisión, nuestro país unificado se habría preservado". Le sobrevivieron su esposa y dos hijas.

## Premios y condecoraciones
- Orden de la Bandera Roja del Trabajo (2 veces)
- Orden de la Insignia de Honor (2 veces)